# Zito (famiglia)
La famiglia Zito è una famiglia nobile latifondista siciliana, originaria di San Marco d'Alunzio e in seguito diramatasi nel centro costiero di Sant'Agata di Militello. Lo storico e giurista del XVIII secolo Antonino Meli nella sua Istoria antica e moderna della città di S. Marco la descrive tra le famiglie di nobiltà di toga della città aluntina.
Gli Zito sono discendenti dai conti Filangieri e pertanto di antica origine normanna.

## Le origini tra il XVI e il XVII secolo
Secondo quanto riportato dal Meli, il primo esponente di tale famiglia di cui si hanno notizie certe è don Vincenzo Zito gentiluomo di "Caprisuso" (l'odierna Capri Leone) insignito del titolo di patrizio nel 1560 e più volte capitano di giustizia di San Marco nella prima metà del XVI secolo; questi accrebbe il suo prestigio sociale e conseguentemente il suo potere unendosi in matrimonio con donna Beatrice Filangieri, figlia del conte Girolamo.
Ulteriore esponente di rilievo della famiglia fu don Gaetano, figlio di don Francesco, dottore in legge e sposato con la nobildonna Antonia Ferraloro. Il figlio di quest'ultimi don Antonino, anch'esso dottore in utroque iure si sposò con Susanna Calderone ed ebbero don Vincenzo sposato con donna Caterina Lo Presti e il sacerdote Francesco, che tenne l’importante carica di regio commissario di crociata e visitatore di giustizia della contea nella metà del XVII secolo. Il figlio maggiore di don Vincenzo, don Gaetano prese in sposa donna Anna Di Bartolo ed ebbero tre figli maschi don Vincenzo, rimasto nubile e senza eredi legittimi, don Giuseppe e don Calogero. Quest'ultimo sarà colui che attuerà il trasferimento della famiglia nel nascente centro costiero di Sant'Agata di Militello.

### L'accorta politica matrimoniale
Nei secoli in cui la famiglia dimorò a S. Marco d'Alunzio cominciò ad attuare una politica volta a stringere alleanze matrimoniali, oltre che con i conti Filangieri anche con le altre famiglie più in vista del paese aluntino tra i quali i baroni Marco di Torrenuova e Meli di S. Francesco, le nobili famiglie Greco, Ferraloro e Lo Presti, i baroni Cupane di Mirto, i Di Giorgio e i Latteri di San Fratello, i Cangemi di Naso e ancora l'aristocratica famiglia dei Di Bartolo a sua volta imparentata con la ricca e aristocratica famiglia Artino entrambe d’Alcara Li Fusi; quest'ultima tristemente nota per essere stato protagonista nell'eccidio commesso il 17 maggio del 1860, passato alla storia col nome di "I fatti di Alcara". Donna Giuseppa Zito, figlia di don Vincenzo e di donna Caterina Lo Presti, si sposò sul finire del XVIII secolo con don Francesco Greco da Patti, dall’unione nacquero i fratelli don Pietro Greco Zito, patriota siciliano aderente alla rivoluzione del 1848 e don Nunzio Greco Zito capitandarme del distretto di Patti e del capoavalle di Caltanissetta.

## Il trasferimento a Sant'Agata di Militello nel XIX secolo

### I primi anni nel centro costiero
La famiglia giunse a Sant'Agata di Militello intorno agli anni '20 del XIX secolo e fin da subito ebbe un ruolo predominante nella vita sociale ed economica della nascente cittadina, attuando anche qui un'attenta politica matrimoniale legandosi con i baroni Faraci del Prato e le aristocratiche famiglie Ciuppa d’Alcara Li Fusi, Bordonaro e Cupitò di Militello Rosmarino, Gullotti di Ucria e la nobile famiglia Giuffrè di Naso.
Acquisì numerosi terreni dalla vendita dell’ex feudo dei principi Lanza di Trabia e come segno tangibile della crescita economica costruì diversi palazzi di rappresentanza tanti quanti i rami che la componevano; essi vennero edificati nella zona del così detto chianu i chiesa, nella marina e nella antica via dei Pioppi (oggi via Roma).

### La rivoluzione del '48, don Salvatore Zito e l'unità d'Italia
Membro di spicco della famiglia fu don Salvatore Zito, sposato con donna Rosalia Cupitò, tenne la carica di sindaco tra il 1847 e il 1849, il quale assunse la decisione di firmarsi primo cittadino di Sant’Agata e non più di Militello Rosmarino sancendo de facto la divisione amministrativa dei due comuni. Questi era uno strenuo sostenitore della Rivoluzione siciliana del 1848  guidata dell’ammiraglio Ruggero Settimo e per tal ragione, avendo abbracciato la causa indipendentista dei patrioti siciliani in funzione anti borbonica, venne destituito dalla carica di primo cittadino nel 1849 allorquando la dinastia dei Borbone delle Due Sicilie venne nuovamente ripristinata nel pieno possesso dell'isola.
In seguito, con l'avvento del Regno d'Italia, diversi furono i componenti della famiglia che sedettero tra gli scranni del decurionato santagatese come ad esempio il figlio di don Salvatore, don Vincenzo Zito, filantropo e strenuo difensore delle fasce più deboli della popolazione; proprio a don Vincenzo il consiglio comunale a inizio '900 volle dedicare una importante via del centro cittadino.

### La donazione Zito
Dal matrimonio di don Vincenzo Zito Cupitò con donna Francesca Faraci, dei baroni del Prato, nacquero nove figli tra i quali le sorelle Giulia e Caterina. Queste per una serie di eventi, gli unici figli di sesso maschile morirono in tenera età, ereditarono parte dell’ingente patrimonio di beni mobili e immobili che la famiglia possedeva; le sorelle Zito ispirate da virtù cristiana e dagli insegnamenti filantropici dei genitori si spogliarono di ogni loro avere materiale compreso l’atavico palazzo di famiglia sito in piazza Duomo e di un latifondo (con una estensione pari a 20 ettari) che oggi corrisponde alla zona centro - ovest della cittadina. Decisero di donare tutto alle suore Figlie di Maria Ausiliatrice affinché queste svolgessero una missione educatrice e di concreto aiuto a S. Agata per i tanti giovani e non bisognosi; le suore iniziarono la loro missione religiosa nel 1915.

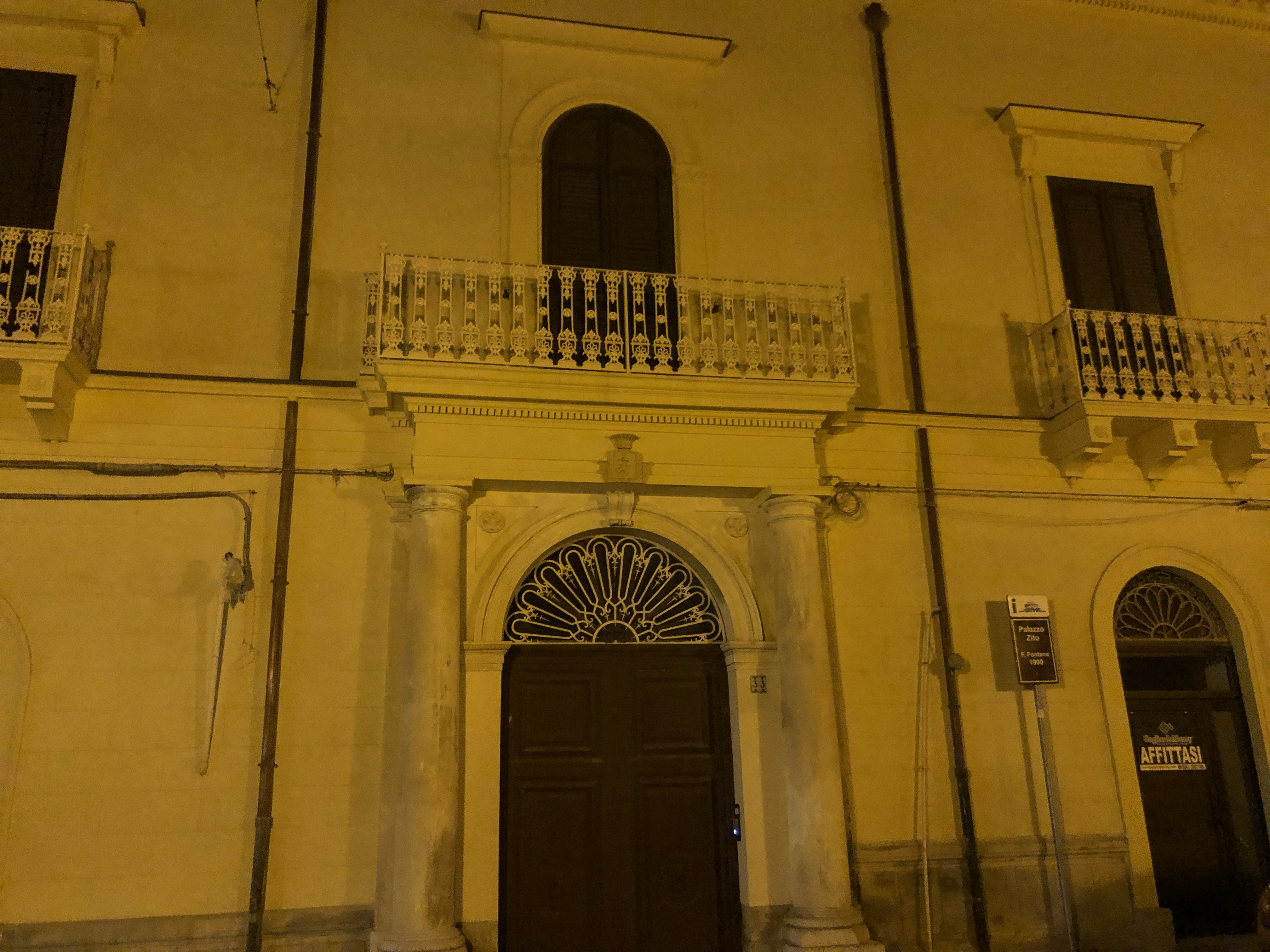
Particolare del monumentale portone d'ingresso di Palazzo Zito, edificato alla fine del XIX secolo a Sant'Agata di Militello.

Nacque così l’istituto Vincenzo e Francesca Zito grazie al quale generazioni e generazioni di santagatesi poterono crescere e frequentare un ambiente dignitoso, che garantisse loro un'istruzione e dei pasti caldi in tempi economico-culturali molto difficili. Con una successiva donazione delle benemerite sorelle negli anni trenta del ‘900 venne sancita la nascita dell’istituto Sacro Cuore gestito quest’ultimo dai padri della Società salesiana di San Giovanni Bosco. Nel testamento olografo del 1935 le ragioni filantropiche vengono così spiegate "mosse da vivi sentimenti di bontà verso la gioventù e specialmente per quella più bisognosa, e per dare a questa l’assistenza nella più lata forma non solo religiosa e morale, ma anche intellettuale e materiale". Le sorelle Zito che disinteressatamente avevano alienato ogni loro bene per la collettività santagatese e in particolar modo a favore dei giovani della cittadina, furono insignite il 6 ottobre 1933 da Papa Pio XI con le prestigiose onorificenze vaticane della “Croce pro Ecclesia et Pontifice”.

### Il XX secolo e le alleanze matrimoniali
Un altro don Vincenzo Zito figlio dei cugini don Gaetano e donna Marianna Zito, quest'ultima sorella delle benefattrici, sposò nel 1927 donna Anna Gullotti pronipote del cardinale Antonio Saverio De Luca, nunzio apostolico presso il Regno di Baviera e in seguito alla corte dell’Impero Austroungarico; lo stesso don Vincenzo venne insignito nel 1939 a Roma per mano del principe ereditario Umberto di Savoia del titolo di cavaliere al merito rurale con la stella d'oro. Tale riconoscimento gli venne attribuito per via delle innovazioni apportate in ambito agrario nella conduzione della sua azienda olivicola, avente un'estensione pari a 120 ettari, ancora oggi esistente e gestita dagli eredi. Negli anni '60 del dopoguerra il pretore don Agostino Zito, commendatore dell'Ordine del Santo Sepolcro e dell'Ordine pontificio di San Silvestro papa, si unisce in matrimonio con donna Rosanna Germanà Lipari di Brolo.

## Stemma

La corona comitale sormontante lo stemma della famiglia.

Lo stemma è descritto come: "D'azzuro il campo con un leone rampante verso sinistra appoggiato su di un pino marino il tutto sormontato da tre stelle". Esso è sormontato dalla corona comitale e non da quella di patrizio grazie a un privilegio concesso dal conte Girolamo Filangeri per via del matrimonio di don Vincenzo Zito con la figlia contessina Beatrice Filangieri.